# Годомар II
Годомар II (на латински: Godomarus; на френски: Gondemar; на немски: Godomar; убит 534 г.) e крал на Бургундия през 524 – 534 г.

## Произход и управление
Той е син на крал Гундобад († 516) и брат на Зигизмунд.
Франките с Хлодомер нападат през 523 г. Бургундия. През 524 г. Хлодомер заповядва убийството на Зигизмунд и фамилията му.
Годомар II става крал и с помощта на остготите напада през 524 г. и побеждава франките на 25 юни 524 г. в битката при Везеронс, при която Хлодомер пада убит. Франките тогава се оттеглят от Бургундия. След три години Годомар II премества тялото на брат си Зигизмунд и го погребва в манастира Св. Морис в кантон Вале.
През 532 г. франките с Хилдеберт I и Хлотар I и Теодеберт I нападат отново Бургундия и побеждават в битката при Отюн. Годомар II е убит в битка през 534 г. Бургундия става през 534 г. част от Франкското царство на Меровингите.